# Anastomyza multipunctata
Anastomyza multipunctata är en tvåvingeart som beskrevs av Malloch 1933. Anastomyza multipunctata ingår i släktet Anastomyza och familjen myllflugor. Inga underarter finns listade i Catalogue of Life.